# Kinh tế Bỉ
Bỉ là một thành viên của Tổ chức Hợp tác và Phát triển kinh tế và là một trong những thành viên sáng lập Cộng đồng châu Âu. Năm 2006, GDP đầu người của Bỉ tính theo GDP danh nghĩa là 31.800 USD. Dù là một quốc gia công nghiệp hóa cao, Bỉ vẫn có tỷ trọng dịch vụ chiếm 72,5% GDP, nông nghiệp chỉ chiếm 1,4% GDP.

## Kinh tế Bỉ trong thế kỷ 20
Trong 200 năm cho đến Thế chiến I, vùng Wallonia nói tiếng Pháp là một vùng công nghiệp tiên tiến hơn về mặt kỹ thuật còn vùng nói tiếng Hà Lan Flanders thì chủ yếu là nông nghiệp. Sự khác biệt này đã giảm đi sau chiến tranh. Sau cuộc Thế chiến II, hạ tầng công nghiệp của Bỉ tương đối không bị hư hại và do đó đã tạo cho sự bùng nổ kinh tế hậu chiến, đặc biệt là ở Flanders. Sự bùng nổ kinh tế được tăng lên kho EU và NATO đóng trụ sở ở Brussels, đóng góp cho sự mở mang nhanh chónh ngành công nghiệp nhẹ ở Flanders, đặc biệt dọc một hành lang giữa Brussels và Antwerp (hiện là cảng lớn thứ ba châu Âu sau cảnh ở Rotterdam và Hamburg), nơi tập trung các ngành hóa dầu.